# Azati Prime
Azati Prime is de 69e aflevering van de televisieserie Star Trek: Enterprise van 97 afleveringen in totaal.
Seizoen drie van deze serie heeft één grote verhaallijn, die het gehele seizoen voortduurt (zie seizoen drie), met meerdere plots. Deze aflevering is dus slechts één onderdeel van dit verhaal.

## Verloop van de aflevering
De Enterprise benadert de planeet Azati Prime, de locatie waar een superwapen gebouwd wordt om de mensheid mee uit te roeien. Daar zien ze een aantal Xindi schepen waaronder die van Degra, de ontwerper van dit wapen. Degra, brengt ondertussen een toast uit met zijn metgezellen op het feit dat het wapen bijna compleet is en binnenkort richting de Aarde kan reizen om de planeet te vernietigen. 
Ondertussen verstopt de Enterprise zich achter een planetoïde, zodat het schip niet ontdekt wordt. Omdat de Enterprise eerder (zie: Hatchery) een klein schip van de Xindi-insectoïden heeft weten te bemachtigen, gebruiken ze dat schip om onopvallend naar het wapen te reizen. Ondanks dat het schip lastig te besturen is, lukt het Trip Tucker en Travis Mayweather om het wapen te lokaliseren.
Kapitein Jonathan Archer offert zich na terugkomst van de twee op om het wapen te vernietigen. Zijn officieren proberen te voorkomen dat hij een missie gaat ondernemen die hij waarschijnlijk niet zal overleven. Ook Daniels, een tijdsagent uit de toekomst, probeert het te verhinderen. Als Archer onvermurwbaar is, geeft Daniels hem een klein apparaatje uit de toekomst mee, waarna Archer met de shuttle richting de planeet vaart. Echter blijkt dat het wapen van locatie is veranderd en niet veel later wordt Archer door Guruk Dolim gevangengenomen. Ondanks dat hij door Dolim gemarteld wordt, krijgt hij voor elkaar dat hij Degra mag spreken. Aan hem en aan Jannar laat hij het apparaatje zien. Dit blijkt een voorwerp te zijn dat generaties Xindi aan elkaar doorgeven en dat behoort bij een bemanningslid van de USS Enterprise NCC-1701J, een schip uit de toekomst en behorend bij de Verenigde Federatie van Planeten. Dit is het bewijs dat de mensheid de Xindi niet zal uitroeien, maar dat ze juist geallieerd op zullen treden in de toekomst. De informatie waar de Xindi zich op baseren is dus onjuist.
Juist wanneer Degra overtuigt begint te raken van Archers gelijk, wordt Dolim onrustig, waarna hij stelt dat Archer weer aan hem moet worden overgedragen voor verder verhoor. Ondertussen wordt in de ruimte de Enterprise aangevallen door vier van Dolims schepen. Nadat de wapens zijn uitgeschakeld schieten ze door, wat resulteert in verschillende grote rompbreuken. Het laatste beeld is dat van een verdedigingsloos schip, dat bemanningsleden verliest die de ruimte ingezogen worden.

## Acteurs

### Hoofdrollen
- Scott Bakula als kapitein Jonathan Archer
- John Billingsley als dokter Phlox
- Jolene Blalock als overste T'Pol
- Dominic Keating als luitenant Malcolm Reed
- Anthony Montgomery als vaandrig Travis Mayweather
- Linda Park als vaandrig Hoshi Sato
- Connor Trinneer als overste Charles "Trip" Tucker III

### Gastrollen
- Matt Winston als Daniels
- Randy Oglesby als Degra
- Scott MacDonald als Guruk Dolim
- Tucker Smallwood als Xindi-raadslid
- Rick Worthy als Jannar

### Bijrollen

#### Bijrol met vermelding in de aftiteling
- Christopher Goodman as Thalen

#### Bijrol zonder vermelding in de aftiteling
- Geneviere Anderson als bemanningslid van de Enterprise
- Vince Deadrick junior als een technicus die in brand staat
- Henry Farnam als bemanningslid van de Enterprise
- Scott L. Treger als een Xindi-reptiel
- Een hond als Porthos

## Links en referenties
- Azati Prime op Memory Alpha
- (en)   Azati Prime in de Internet Movie Database